# Đặng Hòa
Đặng Hòa (1 tháng 6 năm 1926 – 4 tháng 3 năm 2007), bí danh Nguyễn Tương, là một tướng lĩnh Quân đội nhân dân Việt Nam, quân hàm Trung tướng. Nguyên Chính ủy Binh chủng Pháo binh, nguyên Chính ủy Quân khu 4. 

## Tiểu sử
Đặng Hòa có tên khai sinh là Đặng Ngọc Lập, có bí danh là Nguyễn Tương, sinh ngày 1 tháng 6 năm 1926 tại Đại Hiệp, Đại Lộc, Quảng Nam. Tháng 10 năm 1942, ông tham gia lực lượng thanh niên cứu quốc. Tháng 7 năm 1945, ông được kết nạp vào Đảng Cộng sản Đông Dương. Tháng 6 năm 1950, ông nhập ngũ. Trong thời gian sau Cách mạng tháng Tám và Chiến tranh Việt Nam, ông giữ nhiều chức vụ quan trọng tại các cơ quan như Quân khu 4; Mặt trận Quảng Nam – Đà Nẵng; Cục Cán bộ, Tổng cục Chính trị; Quân khu 5; Bộ Tư lệnh Pháo binh cho đến khi nghỉ hưu vào tháng 1 năm 1994.
Đặng Hòa được phong quân hàm thiếu tướng vào tháng 11 năm 1978, trung tướng vào tháng 11 năm 1986 và được tặng thưởng nhiều huân chương cao quý. Ông qua đời vào ngày 4 tháng 3 năm 2007 tại Viện Quân y 175, Thành phố Hồ Chí Minh.

## Khen thưởng
- Huân chương Độc lập hạng Nhất .
- Huân chương Quân công  hạng Nhất, Nhì.
- Huân chương Quân công giải phóng hạng Ba .
- Huân chương Chiến công giải phóng hạng Nhất .
- Huân chương Chiến thắng hạng Nhì .
- Huân chương Kháng chiến  chống Mỹ hạng Nhất.
- Huân chương Chiến sĩ vẻ vang  hạng Nhất, Nhì, Ba.
- Huy chương Quân kỳ quyết thắng .
- Huy hiệu 60 năm tuổi Đảng.